# 더 덴 (영화)
《더 덴》(영어: The Den)은 2013년 공개된 미국의 공포 영화이다.

## 출연

### 주연
- 멜라니 페퍼리아
- 데이빗 스츨라츠텐하우픈
- 애덤 샤피로
- 맷 리에디

### 조연
- 빌 오버스트 주니어
- 샤논 모슬리
- 안나 마가렛 홀리만
- 카티야 페벡
- 세이다 아리카 이컬로너
- 안소니 제닝스
- 릴리 홀먼
- 커크 보빌
- 론 보티타
- 수잔 크로리
- 맷 라스키
- PJ 맥케이브
- 존 그래디
- 케시 조단
- 킴벌리 애블레스 진드라

## 기타
- 공동제작: 버나드 헌트
- 조감독: 이안 J. 푸트남
- 사운드슈퍼바이저: 크리스 터훈
- 특수효과: 조지 트로스터
- 분장: 제레미 브라머
- 분장팀: 존 라이트슨
- 의상: 헤더 몬타냐
- 배역: 매튜 레샐